# Marilise Neptune Rouzier
Marilise Neptune Rouzier (nascuda el 1945) és una escriptora, biòloga i etnobotànica haitiana. És autora de diverses publicacions, i fou consultora de la col·lecció de plantes medicinals del jardí botànic de Parc a Port-au-Prince.

## Publicacions
- "Petit guide médicinal du jardin", World Bank (1997).[3]
- "Plantes médicinales d'Haïti: description, usages et propriétés"; Regain Ediciones, 1998; Universitat Estatal d'Haití, 2014.
- "La médecine traditionnelle familiale en Haïti: Enquête ethnobotanique dans la zone métropolitaine de Port-au-Prince"; Universitat Estatal d'Haití, 2008.
- "Diabète et hypertension artérielle: Remèdes familiaux dans la région de Port-au-Prince"; Universitat Estatal d'Haití, 2012.
- "Médecine familiale, point de jonction pour l'intégration de la médecine traditionnelle et de la médecine conventionnelle", Haiti Perspectives, 2012.